# Unidad de Droga y Crimen Organizado
Las Unidades de Droga y Crimen Organizado (UDYCO) son unidades especializadas del Cuerpo Nacional de Policía pertenecientes a la Comisaría General de Policía Judicial dedicadas a la lucha contra el narcotráfico y el crimen organizado.

## Origen y causas de su fundación

### Origen
• La UDYCO se crea en 1997 por Resolución del Consejo de Ministros, dando cumplimiento al "Plan global delsobre Medidas para luchar contra las Drogas" en calidad y galardones en Galicia por acabar con el narcotráfico gallego en los 80.

### Causas de su fundación
•Reorganización de los servicios dedicados a la lucha contra la delincuencia en general y contra el tráfico de drogas en particular, dentro de la Dirección General de la Policía.
•Una respuesta integral a las actividades criminales mayoritariamente interconectadas, tanto a nivel nacional como transnacional.

## Operaciones Notables

### Operación "Mira"
Operación “MIRA”.- 05 y 9 de abril, 1 de junio, 27 de julio, 14 de septiembre y 8 de noviembre de 2010
Investigación sobre una organización criminal española dedicada a la introducción de sustancias estupefacientes a través de las costas del sur de la península, dando cobertura a organizaciones marroquíes suministradoras de hachís. Desarrollada en diferentes fases, en las que se han detenido a 17 personas de distintas nacionalidades (13 España, 1 Marruecos, 2 Alemania y 1 Reino Unido), interviniéndose un total de 2.848 kilogramos de hachís.
•1ª FASE: se intervienen en una embarcación semirrígida 1.680 kilogramos de hachís, junto con dos aparatos GPS cartografiados marítimos y dos teléfonos satelitarios. 
•2ª FASE: detenidas 8 personas de distintas nacionalidades (5 España, 1 Marruecos, 1 Alemania y 1 Reino Unido), interviniéndose 1.158 kilogramos de hachís, 4 vehículos, 1 moto acuática, 1 embarcación neumática y 8 teléfonos móviles.
•3ª FASE: detenidas 2 personas de nacionalidad española, interviniéndose 900 € en efectivo, 3 teléfonos móviles y 1 turismo de alta gama
•4ª FASE: detenida 1 persona de nacionalidad española, interviniéndose 10 kilogramos de hachís y 1 vehículo 
•5ª FASE: detenidas 5 personas de nacionalidad española.
•6ª FASE: detenida 1 persona de nacionalidad alemana.

### Operación "Niza"
Fruto de la colaboración policial internacional con las Autoridades policiales de Francia se logró desarticular una organización criminal internacional dedicada al tráfico de sustancia estupefaciente entre Marruecos, España y Francia empleando para ello el uso de un helicóptero. En Francia son detenidas 4 personas y se intervienen 4,8 kilogramos de cocaína. En España se interviene 1 helicóptero de la marca y modelo Ardilla y 1 vehículo BMW.

### Operación "Dakar-América"
Desarticulada la mayor organización criminal dedicada a la introducción de cocaína en la isla de Ibiza mediante el uso de distintos métodos, estando en esta ocasión oculta la sustancia estupefaciente en el interior de un camión que había sido preparado para tal efecto, cargando la droga en Argentina con la simulación de su participación en el Rally París-Dakar. Son detenidas 7 personas de nacionalidad española, interviniéndose 814 kilogramos de cocaína, 15.000 pastillas de éxtasis y 4,800 kilogramos de hachís, junto con 46.700 €, 2.450 pesos argentinos, 930 dólares USA, 2 vehículos (1 turismo y 1 camión), 1 ordenador portátil, 30 teléfonos móviles, 2 balanzas de precisión, 57 gramos de cocaína destinada al menudeo, 1 escopeta de cartuchos con su munición, 1 rifle con munición, documentación falsa. Fruto de la investigación patrimonial se han incautado 13 fincas registrales.